# Carinispa
Carinispa là một chi bọ cánh cứng trong họ Chrysomelidae.
Chi này được Uhmann miêu tả khoa học năm 1930.

## Các loài
Chi này gồm các loài:
- Carinispa nevermanni Uhmann, 1930